# Tim Lambesis
Tim Lambesis (* 21. listopadu 1980) je americký zpěvák a hudební producent, zakládající člen metalcorové skupiny As I Lay Dying. Mimo tuto skupinu, se kterou hraje od roku 2000, má několik dalších projektů.
Od roku 2008 má boční projekt Austrian Death Machine, ve kterém nejen zpívá, ale hraje i na kytaru, baskytaru a bicí. Jako host zpíval na albech dalších interpretů, například skupiny Winter Solstice a Bleeding Through; jako producent pak spolupracoval například s kapelami Impending Doom a Carnifex.
V květnu 2013 byl zatčen kvůli údajnému objednání vraždy své manželky.
17. prosince 2016 byl propuštěn z vězení.